# حسین تجدد
حسین تجدد (زاده ۱۳۰۷ رفسنجان - درگذشته ۱۳۹۵ تهران) سیاستمدار، پزشک، نویسنده و پژوهشگر ایرانی بود، که در دوره بیست و چهارم مجلس شورای ملی بعنوان نماینده رفسنجان در مجلس حضور داشت. وی مؤسس کلینیک گیشا و بنیان‌گذار اولین دانشکده ایرانشناسی در دانشگاه ولی عصر رفسنجان بود.

## تالیفات
- فراز و فرودهای انقلاب مشروطیت و سایر جنبش‌ها و قیام‌ها
- دائرةالمعارف تاریخ ۱۰ هزار ساله پزشکی در پنج قاره جهان
- دائرةالمعارف فرش دستباف ایران با مقدمه مفصل پروفسور حسن امین، انتشارات دایره المعارف ایرانشناسی
- تاریخ دندانپزشکی جهان
- ضرب‌المثلهای عامیانه مردم کرمان